# Катастрофа Boeing 707 под Виндхуком
Катастрофа Boeing 707 под Виндхуком — крупная авиационная катастрофа, произошедшая в субботу 20 апреля 1968 года в окрестностях Виндхука. Вскоре после взлёта потерпел катастрофу авиалайнер Boeing 707-344C авиакомпании South African Airways (SAA), в которой погибли 123 человека.
Крупнейшая авиакатастрофа в истории Намибии.

## Самолёт
Boeing 707-344C с бортовым номером ZS-EUW (заводской — 19705, серийный — 675) и с названием Pretoria был выпущен компанией «The Boeing Company» в 1968 году и 5 февраля совершил свой первый полёт. Его четыре турбореактивных двигателя Pratt & Whitney JT3D-7 и развивали силу тяги 4×19 000 фунтов. 22 февраля авиалайнер был передан южноафриканской авиакомпании South African Airways (SAA) и на момент катастрофы налетал 238 часов.

## Катастрофа
Самолёт выполнял рейс SA228/129 по маршруту Йоханнесбург — Виндхук — Луанда — Лас-Пальмас-де-Гран-Канария — Франкфурт-на-Майне — Лондон, управлял им экипаж из 12 человек в составе 49-летнего командира Эрика Р. Смита (англ. Eric R. Smith), 34-летнего второго пилота Джона П. Холлидэя (англ. John P. Holliday), 26-летнего сменного второго пилота Ричарда Ф. Армстронга (англ. Richard F. Armstrong), 44-летнего штурмана Гарри Ч. Хоу (англ. Harry C. Howe), 50-летнего бортинженера Филиппа Э. Миннаара (англ. Phillip A. Minnaar) и 7 бортпроводников. В Йоханнесбурге на борт Боинга сели 105 пассажиров, ещё 1 опоздал на рейс, хотя его багаж уже был на борту. В 16:45 (здесь и далее указано время GMT) рейс 228 вылетел из аэропорта и без отклонений долетел до Виндхука. Посадка в Виндхуке была довольно жёсткой, кроме того пробег был короче, чем обычно, но по мнению комиссии, она была без существенных отклонений.
Далее в Виндхуке некоторые пассажиры сошли с самолёта, вместо них сели новые, также была проведена дозаправка и загружены багаж и почта. Всего на борту находились 12 членов экипажа и 116 пассажиров, а общий расчётный вес пассажиров, багажа, почты и грузов составлял 13 626 килограмм. В баки было залито 26 762 килограмма топлива, а общий взлётный вес самолёта составлял 108 822 килограмма при центровке 27,7 % САХ, что было в пределах допустимого. В 18:09:30 экипаж вышел на связь с диспетчером аэропорта и получил сводку о погоде: тихо, приведённое давление 1022 миллибара, температура воздуха +17 °C, давление аэродрома 24,53 дюйма ртутного столба (623 мм.рт.ст.). Также диспетчер указал, что взлёт будет производиться с ВПП 08, а также запросил план полёта на следующем этапе, который и был предоставлен экипажем. Эшелон полёта был определён как 350 (35 тысяч футов или 10,67 километра), а расчётное время набора высоты составляло 24 минуты. Далее экипаж получил указание следовать к ВПП 08, а также указание по полёту: после взлёта следует выполнить левый поворот, после чего продолжать набор высоты до эшелона 350, а также ещё раз было сказано, что у земли штиль. Экипаж подтвердил получение информации. Затем экипаж вырулил на начало полосы и затормозил авиалайнер, после чего стабилизировал режим двигателей перед оттормаживанием. Взлётно-посадочная полоса аэропорта Виндхука имеет небольшой наклон около 0,8 процентов, из-за чего восточный торец на 77 футов (23,5 метра) ниже западного, а максимальная высота над уровнем моря 5625 футов (1714,5 метров), что и принято высотой аэродрома.
По поводу работы двигателей перед взлётом есть расхождения среди свидетелей. Так, одни указывают на длинный факел, вырывавшийся периодически из двигателя № 3, но более профессиональные по этому вопросу свидетели указали, что двигатели работали без отклонений. В 18:49 авиалайнер взлетел с ВПП и медленно начал набор высоты. Стояла безлунная ночь, а взлёт производился в сторону пустынной местности, практически в сплошную темноту. На высоте 400 футов (122 метра) были убраны закрылки, а экипаж уменьшил режим двигателей до номинального. Боинг поднялся ориентировочно на высоту 650 футов (198 метров), когда прекратил набор высоты и стал медленно спускаться. В 18:49:55, или округлённо в 18:50 (20:50 по местному времени), на скорости 271 узел (502 км/ч) самолёт врезался в землю в 5327 метрах от торца ВПП. Первый удар пришёлся четырьмя двигателями, которые вырыли в земле четыре траншеи. Промчавшись по земле, авиалайнер полностью разрушился.
Несмотря на малое расстояние от аэропорта, спасательные службы прибыли к месту падения только через 40 минут и обнаружили 9 выживших пассажиров. Однако вскоре двое пассажиров умерли, а через несколько дней умерли ещё двое, таким образом, в катастрофе выжило 5 человек. Всего же погибли 123 человека: 5 пилотов, 7 бортпроводников и 111 пассажиров. На момент событий это была крупнейшая авиакатастрофа в ЮАР (тогда она контролировала территорию Юго-Западной Африки). Также на 2023 год это крупнейшая авиакатастрофа на территории нынешней Намибии.

## Расследование
Расследование осложнялось тем, что самолёт не был оборудован никакими бортовыми самописцами. Хотя их установка стала обязательной с 1 января 1968 года, но многие авиакомпании, включая SAA, не успели оборудовать ими все свои самолёты. Как удалось выяснить, хотя командир и имел общий налёт 18 102 часа 25 минут, а на самолётах B-707 — 4608 часов 55 минут, но на новой модели B-707-344C его налёт составлял всего 1 час.
По итогам расследования комиссия сделала выводы, что происшествие произошло (наиболее вероятно) по вине командира и второго пилота, которые не смогли поддерживать безопасную скорость полёта и высоту, а также набор высоты, так как не следили за пилотажными приборами. Третий член экипажа в кабине занимался радиосвязью, а пилотажные приборы видеть не мог, поэтому его вины нет.
Сопутствующие факторы:
1. Взлёт производился в полной темноте без внешних визуальных ориентиров;
2. Неправильное положение триммера руля высоты;
3. Пространственная дезориентация;
4. Отвлечение на выполнение проверок после взлёта.

Также катастрофе могли способствовать:
1. Временная путаница в чтении показаний вариометра, который на модели C отличается от вариометров моделей A и B, к которому пилоты уже привыкли;
2. Неверное чтение показаний высотомера барабанного типа;
3. Отвлечение экипажа от пилотажных приборов могло вызвать столкновение с птицами или летучими мышами, либо какие-либо другие незначительные явления.